# Казино (коктейль)

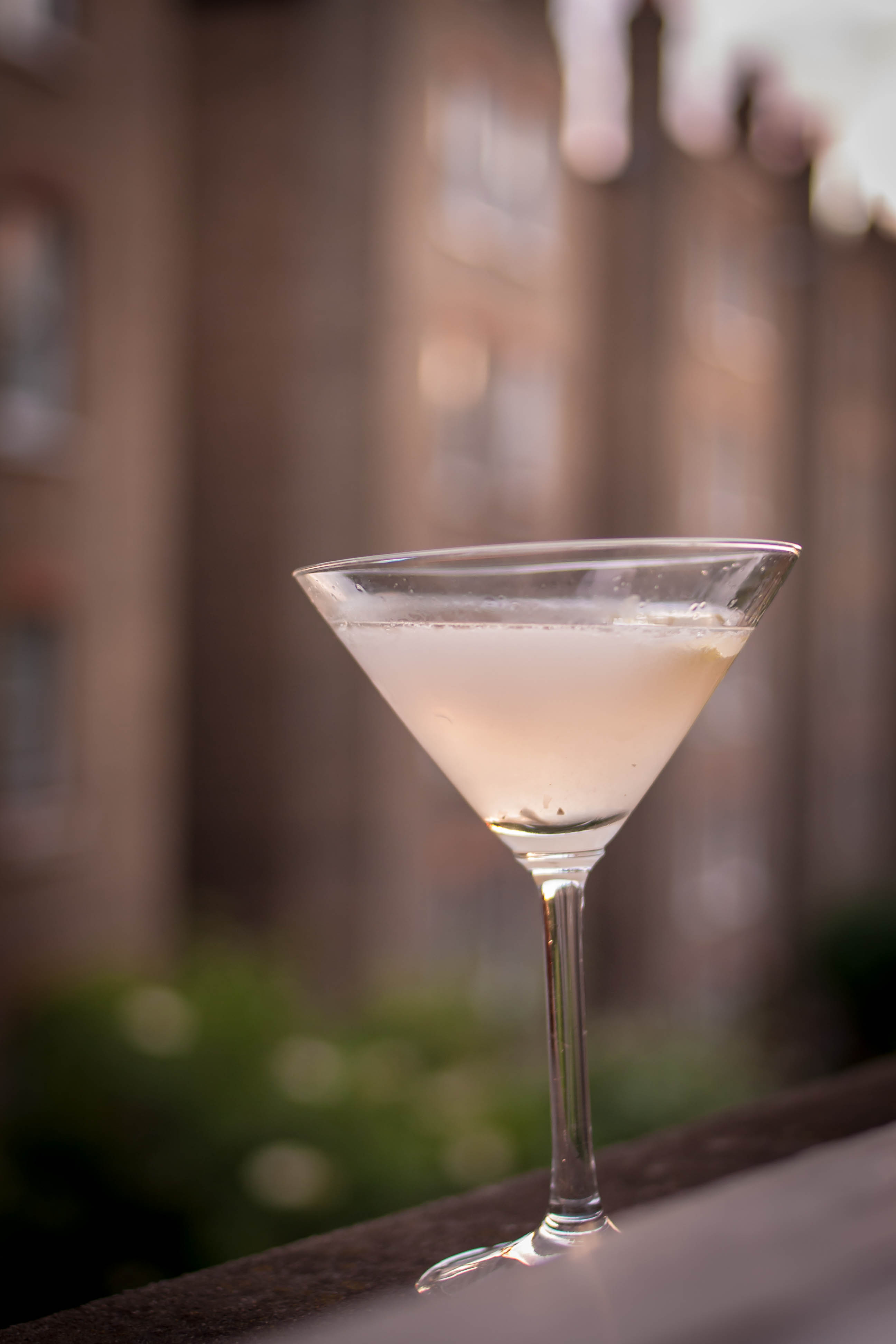
Внешний вид коктейля

«Казино» (англ. Casino) — алкогольный коктейль на основе джина, бесцветного сухого фруктового ликёра, изготавливаемого из мараскиновой вишни, апельсинового биттера и лимонного сока. Классифицируется как коктейль на весь день (англ. All day cocktail). Входит в число официальных коктейлей Международной ассоциации барменов (IBA), категория «Незабываемые» (англ. Unforgettables).
Коктейль упоминается в книге Гарри Крэддока The Savoy Cocktail Book (1930), где смешивается на основе джина (около 40 мл) с добавление небольшого количества равных долей остальных ингредиентов (примерно по 10 мл). В качестве гарнира используется коктейльная вишня. Авторство коктейля приписывается Крэддоку, смешивавшему его в своём парижском баре, при этом в качестве прототипа назван коктейль «Авиация», появившийся в 1910-е годы в Нью-Йорке.
В рецепте официального коктейля IBA основой является джин Old Tom (40 мл), а мараскин, апельсиновый биттер и свежевыжатый лимонный сок добавляются в количестве 10 мл. Ингредиенты смешиваются в шейкере со льдом, сцеживаются в охлаждённый коктейльный бокал и подаются с гарниром из коктейльной вишни и завитка лимонной цедры.